# Axinopalpis barbarae
Axinopalpis barbarae е вид бръмбар от семейство Сечковци (Cerambycidae).

## Разпространение
Видът е разпространен в Кипър.

## Описание
Популацията на вида е намаляваща.